# Paide (município rural)
Paide (em estoniano:  Paide vald) é um município rural estoniano localizado na região de Järvamaa.